# Centaurea attica
Centaurea attica — вид квіткових рослин айстрових (Asteraceae). Ендемік Греції.

## Середовище
Віддає перевагу гірським скелястим місцям.

## Морфологічна характеристика
Це багатогіллястий кущик з тонкими прямовисними пагонами, вкритими білим пушком і листям, нижні перисті, верхні подовжено-ланцетні. Рожеві квіти; приквітки війчасті.